# Linon

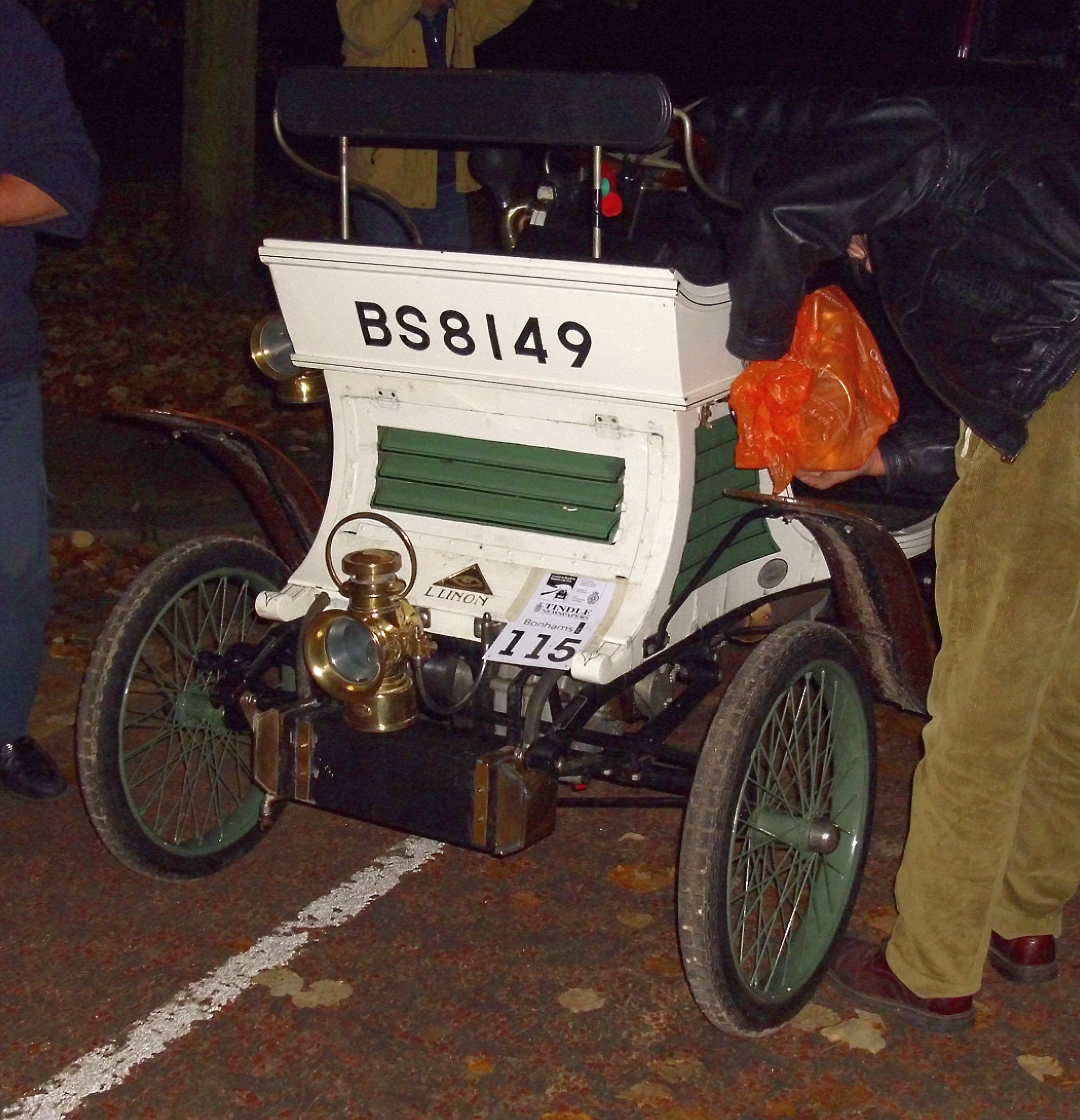
Linon von 1901

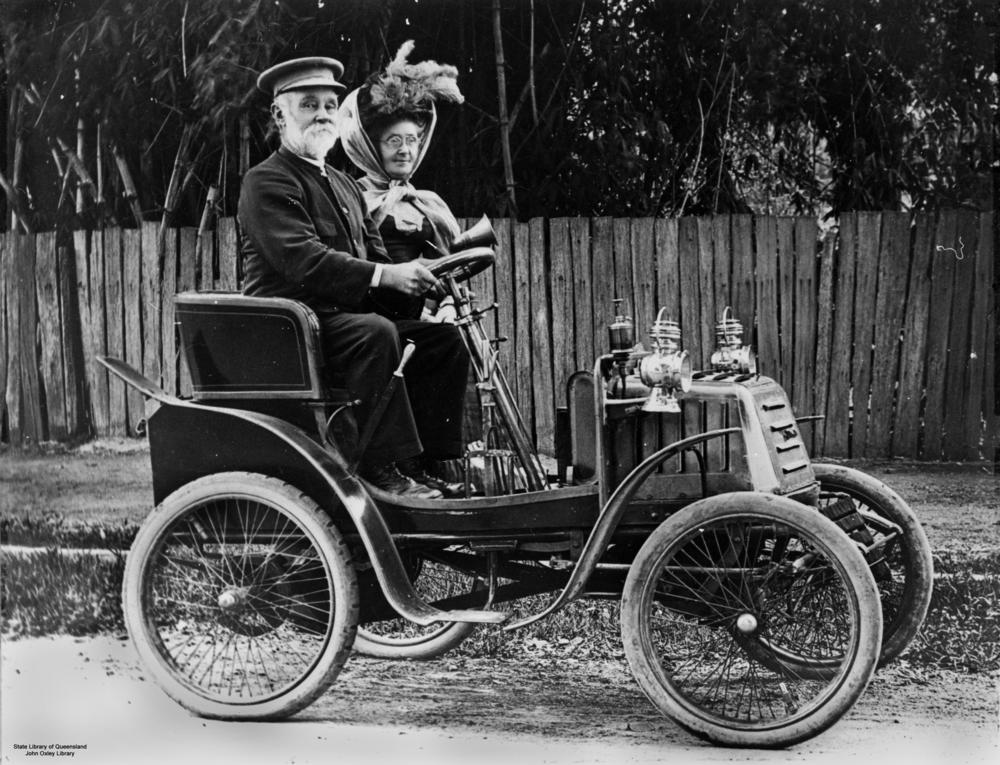
Linon in Australië

Linon was een Belgisch merk van fietsen, auto's en motorfietsen.
Deze werden geproduceerd door de "Les Ateliers de Constructions Automobiles Linon". Het bedrijf was gevestigd in Ensival-les-Verviers.
Het merk dat opgericht is door vader en zoon Linon, maakte vanaf 1895 fietsen met de merknaam "Cyclope".
Tussen 1898 en 1918 maakte men ook auto's. Aanvankelijk bouwde men vrij simpele autootjes met De Dion-inbouwmotoren, later deden de Linon auto's deden ook mee aan races.
In 1899 was Linon dealer van Renault, De Dion-Bouton, Radia en Scheibler-vrachtauto's.
Van 1902 tot 1905 produceerde men eencilinder- en V-twin-motorfietsen met blokken van 1¾-, 2-, 2½-, 3- en 4½ pk, waarin eigen motorblokken waren gehangen. Ze waren met riemaandrijving uitgevoerd. (Mogelijk was er in deze periode sprake van de "gebroeders" Linon). De eerste modellen hadden het motorblokje onder het zadel, zoals ook bij Antoine werd gedaan. Later werd weliswaar een (toen gebruikelijk) loop frame gebruikt, maar dit was aan de onderkant open waardoor het motorblok een dragende functie kreeg. Hoewel met de motorfietsen aan diverse wedstrijden (o.a. betrouwbaarheidsritten) werd deelgenomen, concentreerde men zich vanaf 1905 weer op de productie van automobielen, welke de fabriek maakte tot 1914.
De fabriek bouwde ook een vliegtuig, dat gepresenteerd werd op "Het Salon" in 1910.